# Arctic Race da Noruega de 2018
A 6.ª edição da Arctic Race da Noruega celebrou-se entre a 16 e a 19 de agosto de 2018 com início na cidade de Vadsø e final na cidade de Alta em Noruega. O percurso constou de um total de 4 etapas sobre uma distância total de 718,5 km.
A corrida fez parte do circuito UCI Europe Tour de 2018, dentro da categoria 2.hc, e foi vencida pelo russo Serguei Chernetski do Astana. Completaram o pódio, como segundo e terceiro classificado respectivamente, o noruego Markus Hoelgaard do Joker Icopal e o estado-unidense Colin Joyce do Rally.

## Equipas participantes
Tomarão a partida um total de 19 equipas, dos quais 4 são de categoria UCI WorldTeam, 11 Profissional Continental e 4 Continental, quem conformaram um pelotão de 113 ciclistas dos quais terminaram 106. As equipas participantes foram:
| Equipes WorldTeam (4)- Astana - BMC Racing Team - Dimension Data - Katusha-Alpecin Equipes profissionais Continentais (11)- Cofidis, Solutions Crédits - Delko-Marseille Provence-KTM - Direct Énergie - Fortuneo-Samsic - Holowesko-Citadel - Israel Cycling Academy - Rally Cycling - Sport Vlaanderen-Baloise - Vital Concept - WB-Aqua Protect-Veranclassic - Wanty-Groupe Gobert Equipes Continentais (4)- Team Joker Icopal - Coop - Corendon-Circus - Uno-X Norwegian Development |
| |

## Percorrido
| Etapa | Data    | Percurso                 | type            | Distância (km) | Vencedor             | Líder geral          |
| ----- | ------- | ------------------------ | --------------- | -------------- | -------------------- | -------------------- |
| 1     | 16 ago. | Vadsø – Kirkenes         | etapa plana     | 184            | Mathieu van der Poel | Mathieu van der Poel |
| 2     | 17 ago. | Tana – Kjøllefjord       | etapa escarpada | 195            | Colin Joyce          | Serguei Chernetski   |
| 3     | 18 ago. | Honningsvåg – Hammerfest | etapa escarpada | 194            | Adam Toupalik        | Serguei Chernetski   |
| 4     | 19 ago. | Kvalsund – Alta          | média montanha  | 145,5          | Mathieu van der Poel | Serguei Chernetski   |

## Desenvolvimento da corrida

### 1.ª etapa
| Vadsø - Kirkenes | etapa plana | (184 km) |

| \| Classificação por etapas \| Classificação por etapas \| Classificação por etapas \| Classificação por etapas \| Classificação por etapas \| \| Ciclista \| Ciclista \| Equipe \| Tempo \| \| \| ------------------------ \| ------------------------ \| -------------------------- \| ------------------------ \| ------------------------ \| \| 1. \| Mathieu van der Poel \| Corendon-Circus \| 3h50m19s \| \| \| 2. \| Serguei Chernetski \| Astana \| + 0s \| \| \| 3. \| Benjamin Declercq \| Sport Vlaanderen-Baloise \| + 0s \| \| \| 4. \| Markus Hoelgaard \| Joker Icopal \| + 0s \| \| \| 5. \| Quentin Pacher \| Vital Concept \| + 0s \| \| \| 6. \| Alberto Bettiol \| BMC Racing Team \| + 0s \| \| \| 7. \| Guillaume Martin \| Wanty-Groupe Gobert \| + 0s \| \| \| 8. \| Kenneth Vanbilsen \| Cofidis, Solutions Crédits \| + 0s \| \| \| 9. \| Krister Hagen \| Team Coop \| + 5s \| \| \| 10. \| Colin Joyce \| Rally Cycling \| + 5s \| \| |                      |                            |          |
| |                      |                            |          |
| Fonte: ProCyclingStats |                      |                            |          |
| Classificação por etapas |                      |                            |          |
| Ciclista | Ciclista             | Equipe                     | Tempo    |
| 1. | Mathieu van der Poel | Corendon-Circus            | 3h50m19s |
| 2. | Serguei Chernetski   | Astana                     | + 0s     |
| 3. | Benjamin Declercq    | Sport Vlaanderen-Baloise   | + 0s     |
| 4. | Markus Hoelgaard     | Joker Icopal               | + 0s     |
| 5. | Quentin Pacher       | Vital Concept              | + 0s     |
| 6. | Alberto Bettiol      | BMC Racing Team            | + 0s     |
| 7. | Guillaume Martin     | Wanty-Groupe Gobert        | + 0s     |
| 8. | Kenneth Vanbilsen    | Cofidis, Solutions Crédits | + 0s     |
| 9. | Krister Hagen        | Team Coop                  | + 5s     |
| 10. | Colin Joyce          | Rally Cycling              | + 5s     |

| \| Classificação geral \| Classificação geral \| Classificação geral \| Classificação geral \| Classificação geral \| \| Ciclista \| Ciclista \| Equipe \| Tempo \| \| \| ------------------- \| -------------------- \| -------------------------- \| ------------------- \| ------------------- \| \| 1. \| Mathieu van der Poel \| Corendon-Circus \| 3h50m09s \| \| \| 2. \| Serguei Chernetski \| Astana \| + 4s \| \| \| 3. \| Benjamin Declercq \| Sport Vlaanderen-Baloise \| + 6s \| \| \| 4. \| Alberto Bettiol \| BMC Racing Team \| + 9s \| \| \| 5. \| Markus Hoelgaard \| Joker Icopal \| + 10s \| \| \| 6. \| Quentin Pacher \| Vital Concept \| + 10s \| \| \| 7. \| Guillaume Martin \| Wanty-Groupe Gobert \| + 10s \| \| \| 8. \| Kenneth Vanbilsen \| Cofidis, Solutions Crédits \| + 10s \| \| \| 9. \| Krister Hagen \| Team Coop \| + 15s \| \| \| 10. \| Colin Joyce \| Rally Cycling \| + 15s \| \| |                      |                            |          |
| |                      |                            |          |
| Fonte: ProCyclingStats |                      |                            |          |
| Classificação geral |                      |                            |          |
| Ciclista | Ciclista             | Equipe                     | Tempo    |
| 1. | Mathieu van der Poel | Corendon-Circus            | 3h50m09s |
| 2. | Serguei Chernetski   | Astana                     | + 4s     |
| 3. | Benjamin Declercq    | Sport Vlaanderen-Baloise   | + 6s     |
| 4. | Alberto Bettiol      | BMC Racing Team            | + 9s     |
| 5. | Markus Hoelgaard     | Joker Icopal               | + 10s    |
| 6. | Quentin Pacher       | Vital Concept              | + 10s    |
| 7. | Guillaume Martin     | Wanty-Groupe Gobert        | + 10s    |
| 8. | Kenneth Vanbilsen    | Cofidis, Solutions Crédits | + 10s    |
| 9. | Krister Hagen        | Team Coop                  | + 15s    |
| 10. | Colin Joyce          | Rally Cycling              | + 15s    |

### 2.ª etapa
| Tana - Kjøllefjord | etapa escarpada | (195 km) |

| \| Classificação por etapas \| Classificação por etapas \| Classificação por etapas \| Classificação por etapas \| Classificação por etapas \| \| Ciclista \| Ciclista \| Equipe \| Tempo \| \| \| ------------------------ \| ------------------------ \| ------------------------ \| ------------------------ \| ------------------------ \| \| 1. \| Colin Joyce \| Rally Cycling \| 4h20m24s \| \| \| 2. \| Dennis van Winden \| Israel Cycling Academy \| + 0s \| \| \| 3. \| Markus Hoelgaard \| Joker Icopal \| + 0s \| \| \| 4. \| Danilo Wyss \| BMC Racing Team \| + 0s \| \| \| 5. \| Serguei Chernetski \| Astana \| + 0s \| \| \| 6. \| Laurent Pichon \| Fortuneo-Samsic \| + 0s \| \| \| 7. \| Carl Fredrik Hagen \| Joker Icopal \| + 0s \| \| \| 8. \| Steff Cras \| Katusha-Alpecin \| + 0s \| \| \| 9. \| Jakob Fuglsang \| Astana \| + 0s \| \| \| 10. \| Nicolas Roche \| BMC Racing Team \| + 0s \| \| |                    |                        |          |
| |                    |                        |          |
| Fonte: ProCyclingStats |                    |                        |          |
| Classificação por etapas |                    |                        |          |
| Ciclista | Ciclista           | Equipe                 | Tempo    |
| 1. | Colin Joyce        | Rally Cycling          | 4h20m24s |
| 2. | Dennis van Winden  | Israel Cycling Academy | + 0s     |
| 3. | Markus Hoelgaard   | Joker Icopal           | + 0s     |
| 4. | Danilo Wyss        | BMC Racing Team        | + 0s     |
| 5. | Serguei Chernetski | Astana                 | + 0s     |
| 6. | Laurent Pichon     | Fortuneo-Samsic        | + 0s     |
| 7. | Carl Fredrik Hagen | Joker Icopal           | + 0s     |
| 8. | Steff Cras         | Katusha-Alpecin        | + 0s     |
| 9. | Jakob Fuglsang     | Astana                 | + 0s     |
| 10. | Nicolas Roche      | BMC Racing Team        | + 0s     |

| \| Classificação geral \| Classificação geral \| Classificação geral \| Classificação geral \| Classificação geral \| \| Ciclista \| Ciclista \| Equipe \| Tempo \| \| \| ------------------- \| ------------------- \| ---------------------- \| ------------------- \| ------------------- \| \| 1. \| Serguei Chernetski \| Astana \| 8h10m34s \| \| \| 2. \| Markus Hoelgaard \| Joker Icopal \| + 3s \| \| \| 3. \| Colin Joyce \| Rally Cycling \| + 4s \| \| \| 4. \| Danilo Wyss \| BMC Racing Team \| + 19s \| \| \| 5. \| Alberto Bettiol \| BMC Racing Team \| + 23s \| \| \| 6. \| Dennis van Winden \| Israel Cycling Academy \| + 32s \| \| \| 7. \| Nicolas Roche \| BMC Racing Team \| + 33s \| \| \| 8. \| Laurent Pichon \| Fortuneo-Samsic \| + 34s \| \| \| 9. \| Jakob Fuglsang \| Astana \| + 34s \| \| \| 10. \| Carl Fredrik Hagen \| Joker Icopal \| + 34s \| \| |                    |                        |          |
| |                    |                        |          |
| Fonte: ProCyclingStats |                    |                        |          |
| Classificação geral |                    |                        |          |
| Ciclista | Ciclista           | Equipe                 | Tempo    |
| 1. | Serguei Chernetski | Astana                 | 8h10m34s |
| 2. | Markus Hoelgaard   | Joker Icopal           | + 3s     |
| 3. | Colin Joyce        | Rally Cycling          | + 4s     |
| 4. | Danilo Wyss        | BMC Racing Team        | + 19s    |
| 5. | Alberto Bettiol    | BMC Racing Team        | + 23s    |
| 6. | Dennis van Winden  | Israel Cycling Academy | + 32s    |
| 7. | Nicolas Roche      | BMC Racing Team        | + 33s    |
| 8. | Laurent Pichon     | Fortuneo-Samsic        | + 34s    |
| 9. | Jakob Fuglsang     | Astana                 | + 34s    |
| 10. | Carl Fredrik Hagen | Joker Icopal           | + 34s    |

### 3.ª etapa
| Honningsvåg - Hammerfest | etapa escarpada | (194 km) |

| \| Classificação por etapas \| Classificação por etapas \| Classificação por etapas \| Classificação por etapas \| Classificação por etapas \| \| Ciclista \| Ciclista \| Equipe \| Tempo \| \| \| ------------------------ \| ------------------------ \| ------------------------ \| ------------------------ \| ------------------------ \| \| 1. \| Adam Toupalik \| Corendon-Circus \| 4h24m08s \| \| \| 2. \| Mathieu van der Poel \| Corendon-Circus \| + 2s \| \| \| 3. \| Serguei Chernetski \| Astana \| + 2s \| \| \| 4. \| Quentin Pacher \| Vital Concept \| + 2s \| \| \| 5. \| Odd Christian Eiking \| Wanty-Groupe Gobert \| + 2s \| \| \| 6. \| Markus Hoelgaard \| Joker Icopal \| + 2s \| \| \| 7. \| Colin Joyce \| Rally Cycling \| + 2s \| \| \| 8. \| Benjamin Declercq \| Sport Vlaanderen-Baloise \| + 2s \| \| \| 9. \| Kevin Deltombe \| Sport Vlaanderen-Baloise \| + 2s \| \| \| 10. \| Nicolai Brøchner \| Holowesko Citadel \| + 2s \| \| |                      |                          |          |
| |                      |                          |          |
| Fonte: ProCyclingStats |                      |                          |          |
| Classificação por etapas |                      |                          |          |
| Ciclista | Ciclista             | Equipe                   | Tempo    |
| 1. | Adam Toupalik        | Corendon-Circus          | 4h24m08s |
| 2. | Mathieu van der Poel | Corendon-Circus          | + 2s     |
| 3. | Serguei Chernetski   | Astana                   | + 2s     |
| 4. | Quentin Pacher       | Vital Concept            | + 2s     |
| 5. | Odd Christian Eiking | Wanty-Groupe Gobert      | + 2s     |
| 6. | Markus Hoelgaard     | Joker Icopal             | + 2s     |
| 7. | Colin Joyce          | Rally Cycling            | + 2s     |
| 8. | Benjamin Declercq    | Sport Vlaanderen-Baloise | + 2s     |
| 9. | Kevin Deltombe       | Sport Vlaanderen-Baloise | + 2s     |
| 10. | Nicolai Brøchner     | Holowesko Citadel        | + 2s     |

| \| Classificação geral \| Classificação geral \| Classificação geral \| Classificação geral \| Classificação geral \| \| Ciclista \| Ciclista \| Equipe \| Tempo \| \| \| ------------------- \| ------------------- \| ---------------------- \| ------------------- \| ------------------- \| \| 1. \| Serguei Chernetski \| Astana \| 12h34m40s \| \| \| 2. \| Markus Hoelgaard \| Joker Icopal \| + 7s \| \| \| 3. \| Colin Joyce \| Rally Cycling \| + 8s \| \| \| 4. \| Danilo Wyss \| BMC Racing Team \| + 23s \| \| \| 5. \| Nicolas Roche \| BMC Racing Team \| + 37s \| \| \| 6. \| Laurent Pichon \| Fortuneo-Samsic \| + 38s \| \| \| 7. \| Carl Fredrik Hagen \| Joker Icopal \| + 38s \| \| \| 8. \| Steff Cras \| Katusha-Alpecin \| + 38s \| \| \| 9. \| Dennis van Winden \| Israel Cycling Academy \| + 52s \| \| \| 10. \| Michael Schär \| BMC Racing Team \| + 53s \| \| |                    |                        |           |
| |                    |                        |           |
| Fonte: ProCyclingStats |                    |                        |           |
| Classificação geral |                    |                        |           |
| Ciclista | Ciclista           | Equipe                 | Tempo     |
| 1. | Serguei Chernetski | Astana                 | 12h34m40s |
| 2. | Markus Hoelgaard   | Joker Icopal           | + 7s      |
| 3. | Colin Joyce        | Rally Cycling          | + 8s      |
| 4. | Danilo Wyss        | BMC Racing Team        | + 23s     |
| 5. | Nicolas Roche      | BMC Racing Team        | + 37s     |
| 6. | Laurent Pichon     | Fortuneo-Samsic        | + 38s     |
| 7. | Carl Fredrik Hagen | Joker Icopal           | + 38s     |
| 8. | Steff Cras         | Katusha-Alpecin        | + 38s     |
| 9. | Dennis van Winden  | Israel Cycling Academy | + 52s     |
| 10. | Michael Schär      | BMC Racing Team        | + 53s     |

### 4.ª etapa
| Kvalsund - Alta | média montanha | (145,5 km) |

| \| Classificação por etapas \| Classificação por etapas \| Classificação por etapas \| Classificação por etapas \| Classificação por etapas \| \| Ciclista \| Ciclista \| Equipe \| Tempo \| \| \| ------------------------ \| ------------------------ \| -------------------------- \| ------------------------ \| ------------------------ \| \| 1. \| Mathieu van der Poel \| Corendon-Circus \| 3h21m02s \| \| \| 2. \| Sondre Holst Enger \| Israel Cycling Academy \| + 0s \| \| \| 3. \| Quentin Pacher \| Vital Concept \| + 0s \| \| \| 4. \| Loic Chetout \| Cofidis, Solutions Crédits \| + 0s \| \| \| 5. \| Benjamin Declercq \| Sport Vlaanderen-Baloise \| + 0s \| \| \| 6. \| Laurent Pichon \| Fortuneo-Samsic \| + 0s \| \| \| 7. \| Odd Christian Eiking \| Wanty-Groupe Gobert \| + 0s \| \| \| 8. \| Serguei Chernetski \| Astana \| + 0s \| \| \| 9. \| Nicolai Brøchner \| Holowesko Citadel \| + 0s \| \| \| 10. \| Nicolas Roche \| BMC Racing Team \| + 0s \| \| |                      |                            |          |
| |                      |                            |          |
| Fonte: ProCyclingStats |                      |                            |          |
| Classificação por etapas |                      |                            |          |
| Ciclista | Ciclista             | Equipe                     | Tempo    |
| 1. | Mathieu van der Poel | Corendon-Circus            | 3h21m02s |
| 2. | Sondre Holst Enger   | Israel Cycling Academy     | + 0s     |
| 3. | Quentin Pacher       | Vital Concept              | + 0s     |
| 4. | Loic Chetout         | Cofidis, Solutions Crédits | + 0s     |
| 5. | Benjamin Declercq    | Sport Vlaanderen-Baloise   | + 0s     |
| 6. | Laurent Pichon       | Fortuneo-Samsic            | + 0s     |
| 7. | Odd Christian Eiking | Wanty-Groupe Gobert        | + 0s     |
| 8. | Serguei Chernetski   | Astana                     | + 0s     |
| 9. | Nicolai Brøchner     | Holowesko Citadel          | + 0s     |
| 10. | Nicolas Roche        | BMC Racing Team            | + 0s     |

## Classificações finais
As classificações finalizaram da seguinte forma:

### Classificação geral
| \| Classificação geral \| Classificação geral \| Classificação geral \| Classificação geral \| Classificação geral \| \| Ciclista \| Ciclista \| Equipe \| Tempo \| \| \| ------------------- \| ------------------- \| ---------------------- \| ------------------- \| ------------------- \| \| 1. \| Serguei Chernetski \| Astana \| 15h55m42s \| \| \| 2. \| Markus Hoelgaard \| Joker Icopal \| + 11s \| \| \| 3. \| Colin Joyce \| Rally Cycling \| + 12s \| \| \| 4. \| Danilo Wyss \| BMC Racing Team \| + 27s \| \| \| 5. \| Nicolas Roche \| BMC Racing Team \| + 37s \| \| \| 6. \| Laurent Pichon \| Fortuneo-Samsic \| + 38s \| \| \| 7. \| Steff Cras \| Katusha-Alpecin \| + 42s \| \| \| 8. \| Carl Fredrik Hagen \| Joker Icopal \| + 42s \| \| \| 9. \| Dmitry Strakhov \| Katusha-Alpecin \| + 56s \| \| \| 10. \| Dennis van Winden \| Israel Cycling Academy \| + 56s \| \| |                    |                        |           |
| |                    |                        |           |
| Fonte: ProCyclingStats |                    |                        |           |
| Classificação geral |                    |                        |           |
| Ciclista | Ciclista           | Equipe                 | Tempo     |
| 1. | Serguei Chernetski | Astana                 | 15h55m42s |
| 2. | Markus Hoelgaard   | Joker Icopal           | + 11s     |
| 3. | Colin Joyce        | Rally Cycling          | + 12s     |
| 4. | Danilo Wyss        | BMC Racing Team        | + 27s     |
| 5. | Nicolas Roche      | BMC Racing Team        | + 37s     |
| 6. | Laurent Pichon     | Fortuneo-Samsic        | + 38s     |
| 7. | Steff Cras         | Katusha-Alpecin        | + 42s     |
| 8. | Carl Fredrik Hagen | Joker Icopal           | + 42s     |
| 9. | Dmitry Strakhov    | Katusha-Alpecin        | + 56s     |
| 10. | Dennis van Winden  | Israel Cycling Academy | + 56s     |

### Classificação por pontos
| Classificação por pontos | Classificação por pontos | Classificação por pontos | Classificação por pontos | Classificação por pontos |
| Ciclista                 | Ciclista                 | Equipe                   | Pontos                   |                          |
| ------------------------ | ------------------------ | ------------------------ | ------------------------ | ------------------------ |
| 1.                       | Mathieu van der Poel     | Corendon-Circus          | 43 pts                   |                          |
| 2.                       | Serguei Chernetski       | Astana                   | 33 pts                   |                          |
| 3.                       | Markus Hoelgaard         | Joker Icopal             | 23 pts                   |                          |
| 4.                       | Quentin Pacher           | Vital Concept            | 22 pts                   |                          |
| 5.                       | Colin Joyce              | Rally Cycling            | 20 pts                   |                          |
| 6.                       | Adam Toupalik            | Corendon-Circus          | 18 pts                   |                          |
| 7.                       | Benjamin Declercq        | Sport Vlaanderen-Baloise | 18 pts                   |                          |
| 8.                       | Dennis van Winden        | Israel Cycling Academy   | 13 pts                   |                          |
| 9.                       | Sondre Holst Enger       | Israel Cycling Academy   | 12 pts                   |                          |
| 10.                      | Laurent Pichon           | Fortuneo-Samsic          | 10 pts                   |                          |

### Classificação da montanha
| Classificação da montanha | Classificação da montanha | Classificação da montanha    | Classificação da montanha | Classificação da montanha |
| Ciclista                  | Ciclista                  | Equipe                       | Pontos                    |                           |
| ------------------------- | ------------------------- | ---------------------------- | ------------------------- | ------------------------- |
| 1.                        | Sindre Lunke              | Fortuneo-Samsic              | 18 pts                    |                           |
| 2.                        | Øivind Lukkedal           | Team Coop                    | 9 pts                     |                           |
| 3.                        | Dennis van Winden         | Israel Cycling Academy       | 8 pts                     |                           |
| 4.                        | Anders Skaarseth          | Cofidis, Solutions Crédits   | 6 pts                     |                           |
| 5.                        | Sébastien Delfosse        | WB-Aqua Protect-Veranclassic | 6 pts                     |                           |
| 6.                        | Jakob Fuglsang            | Astana                       | 5 pts                     |                           |
| 7.                        | Matteo Fabbro             | Katusha-Alpecin              | 5 pts                     |                           |
| 8.                        | Tiago Machado             | Katusha-Alpecin              | 5 pts                     |                           |
| 9.                        | Kristoffer Skjerping      | Joker Icopal                 | 5 pts                     |                           |
| 10.                       | Krister Hagen             | Team Coop                    | 3 pts                     |                           |

### Classificação dos jovens
| Classificação dos jovens | Classificação dos jovens | Classificação dos jovens    | Classificação dos jovens | Classificação dos jovens |
| Ciclista                 | Ciclista                 | Equipe                      | Tempo                    |                          |
| ------------------------ | ------------------------ | --------------------------- | ------------------------ | ------------------------ |
| 1.                       | Markus Hoelgaard         | Joker Icopal                | 15h55m53s                |                          |
| 2.                       | Colin Joyce              | Rally Cycling               | + 1s                     |                          |
| 3.                       | Steff Cras               | Katusha-Alpecin             | + 31s                    |                          |
| 4.                       | Dmitry Strakhov          | Katusha-Alpecin             | + 45s                    |                          |
| 5.                       | Mathieu van der Poel     | Corendon-Circus             | + 48s                    |                          |
| 6.                       | Benjamin Declercq        | Sport Vlaanderen-Baloise    | + 1m11s                  |                          |
| 7.                       | Guillaume Martin         | Wanty-Groupe Gobert         | + 1m35s                  |                          |
| 8.                       | Erik Nordsæter Resell    | Uno-X Norwegian Development | + 2m00s                  |                          |
| 9.                       | Nicolai Brøchner         | Holowesko Citadel           | + 2m32s                  |                          |
| 10.                      | Clément Russo            | Fortuneo-Samsic             | + 3m34s                  |                          |

### Classificação por equipas
| Classificação por equipes | Classificação por equipes | Classificação por equipes | Classificação por equipes |
| Equipe                    | Equipe                    | Tempo                     |                           |
| ------------------------- | ------------------------- | ------------------------- | ------------------------- |
| 1.                        | BMC Racing Team           | 47h48m38s                 |                           |
| 2.                        | Team Joker Icopal         | + 1m33s                   |                           |
| 3.                        | Katusha-Alpecin           | + 2m01s                   |                           |
| 4.                        | Astana                    | + 3m11s                   |                           |
| 5.                        | Fortuneo-Samsic           | + 4m40s                   |                           |
| 6.                        | Sport Vlaanderen-Baloise  | + 6m58s                   |                           |
| 7.                        | Rally Cycling             | + 7m27s                   |                           |
| 8.                        | Direct Énergie            | + 9m45s                   |                           |
| 9.                        | Dimension Data            | + 12m17s                  |                           |
| 10.                       | Israel Cycling Academy    | + 12m40s                  |                           |

## Evolução das classificações
| Etapa                 | Vencedor              | Classificação geral  | Classificação por pontos | Classificação da montanha | Classificação dos jovens | Classificação por equipas |
| --------------------- | --------------------- | -------------------- | ------------------------ | ------------------------- | ------------------------ | ------------------------- |
| 1.ª                   | Mathieu van der Poel  | Mathieu van der Poel | Mathieu van der Poel     | Anders Skaarseth          | Mathieu van der Poel     | BMC Racing                |
| 2.ª                   | Colin Joyce           | Serguei Chernetski   | Serguei Chernetski       | Sindre Skjøstad Lunke     | Colin Joyce              | BMC Racing                |
| 3.ª                   | Adam Ťoupalík         | Serguei Chernetski   | Serguei Chernetski       | Sindre Skjøstad Lunke     | Markus Hoelgaard         | BMC Racing                |
| 4.ª                   | Mathieu van der Poel  | Serguei Chernetski   | Mathieu van der Poel     | Sindre Skjøstad Lunke     | Markus Hoelgaard         | BMC Racing                |
| Classificações finais | Classificações finais | Serguei Chernetski   | Mathieu van der Poel     | Sindre Skjøstad Lunke     | Markus Hoelgaard         | BMC Racing                |

## UCI World Ranking
A Arctic Race da Noruega outorga pontos para o UCI Europe Tour de 2018 e o UCI World Ranking, este último para corredores das equipas nas categorias UCI WorldTeam, Profissional Continental e Equipas Continentais. As seguintes tabelas mostram o barómetro de pontuação e os 10 corredores que obtiveram mais pontos:
| Posição             | 1.º | 2.º | 3.º | 4.º | 5.º | 6.º | 7.º | 8.º | 9.º | 10.º | 11.º | 12.º | 13.º | 14.º | 15.º | 16.º-30.º | 31.º-40.º |
| Classificação geral | 200 | 150 | 125 | 100 | 85  | 70  | 60  | 50  | 40  | 35   | 30   | 25   | 20   | 15   | 10   | 5         | 3         |
| Por etapa           | 20  | 10  | 5   |     |     |     |     |     |     |      |      |      |      |      |      |           |           |
| Líder               | 5   |     |     |     |     |     |     |     |     |      |      |      |      |      |      |           |           |

| Classificação | Classificação        | Classificação          | Classificação | Classificação | Classificação | Classificação |
| Posição       | Ciclista             | Equipa                 | Geral         | Etapa         | Líder         | Total         |
| ------------- | -------------------- | ---------------------- | ------------- | ------------- | ------------- | ------------- |
| 1.º           | Serguei Chernetski   | Astana                 | 200           | 15            | 10            | 225           |
| 2.º           | Markus Hoelgaard     | Joker Icopal           | 150           | 5             | -             | 155           |
| 3.º           | Colin Joyce          | Rally                  | 125           | 20            | -             | 145           |
| 4.º           | Danilo Wyss          | BMC Racing             | 100           | -             | -             | 100           |
| 5.º           | Nicolas Roche        | BMC Racing             | 85            | -             | -             | 85            |
| 6.º           | Mathieu van der Poel | Corendon-Circus        | 25            | 50            | 5             | 80            |
| 7.º           | Laurent Pichon       | Fortuneo-Samsic        | 70            | -             | -             | 70            |
| 8.º           | Steff Cras           | Katusha-Alpecin        | 60            | -             | -             | 60            |
| 9.º           | Carl Fredrik Hagen   | Joker Icopal           | 50            | -             | -             | 50            |
| 10.º          | Dennis van Winden    | Israel Cycling Academy | 35            | 10            | -             | 45            |